# Sinotmethis brachypterus
Sinotmethis brachypterus är en insektsart som beskrevs av Zheng och Xi 1985. Sinotmethis brachypterus ingår i släktet Sinotmethis och familjen Pamphagidae. Inga underarter finns listade i Catalogue of Life.